# Apple Maps
Apple Maps (рус. «Карты Apple») — картографический сервис компании Apple, являющийся предустановленным приложением на устройствах с iOS, iPadOS, macOS, watchOS и др. Он обеспечивает детализированные интерактивные карты, прокладку маршрутов с голосовыми подсказками, информацию о трафике и объектах (POI) на карте. Сервис включает такие функции, как автопрокладка маршрутов с учётом пробок, расчёт альтернативных маршрутов, отображение светофоров и знаков на дороге, а также 3D‑виды городов (Flyover) и панорамный просмотр улиц (Look Around).
Интеграция с голосовым ассистентом Siri позволяет управлять картами голосом. Apple подчёркивает фокус на приватности: приложение не требует авторизации, не собирает идентифицируемые данные и не привязывает пользовательские запросы к учётной записи.

## История
Карты Apple были анонсированы на конференции WWDC 2012 и выпущены вместе с iOS 6 (сентябрь 2012). В системе iOS они заменили ранее использовавшийся Google Maps.
Для навигации Apple изначально привлекала данные от TomTom и ряда других поставщиков. Новый сервис столкнулся с жёсткой критикой: журналисты и пользователи указывали на ошибки маршрутизации, неверные названия и пропущенные объекты. Крупнейший обозреватель Уолт Моссберг назвал Apple Maps «главным недостатком» iOS 6. После негативной реакции Apple принесла извинения и рекомендовала временно пользоваться конкурентами, а затем приступила к исправлению ошибок и регулярному улучшению данных и функционала.
В последующие годы Apple активно развивала службу. В 2018 году компания объявила о полном пересоздании картографической платформы «с нуля» на основе собственных данных. Первые обновлённые «новые карты» появились в Сан-Франциско (бета iOS 12) и постепенно распространились на весь США. К 2020 году переизображение территории США было завершено. С выходом iOS 15 (2021) Apple представила «городской опыт» с улучшенными 3D‑картациями и пошаговой навигацией в дополненной реальности (AR) в крупных городах. 
В 2022 году на должность руководителя направления Apple Maps перешёл бывший глава Google Maps Макс Мюллер, что также усилило развитие сервиса. За середину 2020-х годов Apple расширила покрытие «новых карт» на десятки стран Европы и Азии: «новые карты» ввели в Скандинавии и Центральной Европе, Японии и Гонконге, а также в других регионах мира.

## Функции и возможности
Apple Maps предоставляет водителям подробную навигацию с учётом дорожных условий. С помощью Siri Natural Language Guidance навигация даёт естественные голосовые подсказки («на следующем светофоре поверните налево»), а функция lane guidance подсказывает перестроиться в нужный ряд заранее. При маршрутизации учитываются пробки и события на дороге, а система Share ETA позволяет одним нажатием отправить друзьям или родственникам рассчитанное время прибытия. Начиная с iOS 14.5 в Apple Maps реализована возможность сообщать о дорожных инцидентах, авариях и стационарных камерах (аналогично Waze) через голосовые команды Siri или на экране карты. В iOS 16 появилась маршрутизация с несколькими остановками, которая также синхронизирует маршруты между устройствами Apple.
Для водителей электромобилей Apple Maps строит маршруты с учётом расположения зарядных станций и особенностей рельефа. Сервис поддерживает режим отображения светофоров и знаков, а также интегрирован в CarPlay для автопользования. Помимо автомобильной навигации, Apple Maps включает данные общественного транспорта: приложение показывает станции, расписание и разрешает «закрепить» любимые маршруты. В ряде стран добавлена интеграция с банковскими картами для пополнения проездных. Велосипедные маршруты (добавленные в iOS 14) учитывают рельеф, наличие велодорожек и опасных зон и отображают высоту подъёмов. Служба ориентирована на пешеходную навигацию: есть пошаговые пешие маршруты, а также Augmented Reality-навигация для пеших прогулок (AR Walking Directions).
Кроме того, Apple Maps содержит несколько визуальных режимов: Flyover позволяет «пролетать» над городами в фотореалистичном 3D-режиме, а Look Around даёт панорамные 360° виды улиц по аналогии со Street View. Со временем Apple расширила эти функции на новые регионы. Наконец, доступны «Гайды» – курируемые подборки мест и достопримечательностей по городам, которые пользователь может сохранять и просматривать.

## География покрытия
Apple Maps функционирует более чем в 200 странах и территориях мира, однако качество и новизна карт зависят от региона. К 2022 году новый собственный картографический слой Apple был внедрён примерно в 16 странах (США, Канада, Великобритания, Германия, Франция, Австралия, Новая Зеландия и др.). Начиная с конца 2022 года и далее «новые карты» распространялись на Западную, Центральную и Северную Европу (Бельгия, Нидерланды, Швейцария, страны Скандинавии и Центральная Европа). В 2023 году аналогичное обновление было выпущено для ряда азиатских регионов (например, Гонконг). По словам Apple, Maps оказывает помощь миллионам пользователей по всему миру, хотя степень детализации городов, режимы 3D/AR и актуальность данных могут различаться.